# Liste du patrimoine immobilier classé de Vresse-sur-Semois
Cette page regroupe l'ensemble du patrimoine immobilier classé de la ville belge de Vresse-sur-Semois.
| Objet                                                                                            | Année de construction / Architecte | Adresse                                                 | Section communale | Coordonnées                      | Numéro d’inventaire | Illustration                                                                                     |
| ------------------------------------------------------------------------------------------------ | ---------------------------------- | ------------------------------------------------------- | ----------------- | -------------------------------- | ------------------- | ------------------------------------------------------------------------------------------------ |
| Pont Saint-Lambert (M) et ledit pont et ses abords immédiats (S).                                |                                    |                                                         | Vresse            | 49° 52′ 18″ nord, 4° 55′ 57″ est | 91143-CLT-0001-01   | Pont Saint-Lambert (M) et ledit pont et ses abords immédiats (S).                                |
| Moulin de Mouzaive, n°s 58-60                                                                    |                                    | Rue de Liboichaut 58-60                                 | Mouzaive          | 49° 51′ 15″ nord, 4° 58′ 06″ est | 91143-CLT-0002-01   | Image manquanteTéléverser                                                                        |
| Maison dite du Marichaux, place Josué Henry de la Lindi, n°25                                    |                                    | Place Henry de la Lindi 25                              | Bohan             | 49° 51′ 49″ nord, 4° 53′ 08″ est | 91143-CLT-0003-01   | Maison dite du Marichaux, place Josué Henry de la Lindi, n°25                                    |
| Abreuvoir, situé près du centre du village de Sugny                                              |                                    |                                                         | Sugny             | 49° 48′ 58″ nord, 4° 54′ 11″ est | 91143-CLT-0005-01   | Image manquanteTéléverser                                                                        |
| Abreuvoir                                                                                        |                                    | Place du Vivier                                         | Sugny             | 49° 48′ 56″ nord, 4° 54′ 08″ est | 91143-CLT-0006-01   | Image manquanteTéléverser                                                                        |
| Abreuvoir                                                                                        |                                    | Rue du Pont de Claies, links van nummer 18 en omstreken | Laforêt           | 49° 51′ 47″ nord, 4° 55′ 53″ est | 91143-CLT-0007-01   | Image manquanteTéléverser                                                                        |
| Abreuvoir                                                                                        |                                    | Rue Sainte-Agathe, tegenover nummer 47 en omstreken     | Laforêt           | 49° 51′ 40″ nord, 4° 55′ 40″ est | 91143-CLT-0008-01   | Image manquanteTéléverser                                                                        |
| Lit de la Semois et ses berges jusqu'à leurs points les plus élevés, en amont et en aval du pont |                                    |                                                         | Alle              | 49° 50′ 51″ nord, 4° 58′ 02″ est | 91143-CLT-0009-01   | Lit de la Semois et ses berges jusqu'à leurs points les plus élevés, en amont et en aval du pont |
| Maison (façades et toitures)                                                                     |                                    | Rue de la Paroisse 38                                   | Sugny             | 49° 48′ 54″ nord, 4° 54′ 05″ est | 91143-CLT-0010-01   | Image manquanteTéléverser                                                                        |
| Maison (façades et toitures)                                                                     |                                    | Rue du Pont de Claies 22                                | Laforêt           | 49° 51′ 45″ nord, 4° 55′ 49″ est | 91143-CLT-0011-01   | Image manquanteTéléverser                                                                        |
| Maison (façades et toitures)                                                                     |                                    | Rue du Pont de Claies 21                                | Laforêt           | 49° 51′ 45″ nord, 4° 55′ 49″ est | 91143-CLT-0012-01   | Image manquanteTéléverser                                                                        |